# Ludwig (serial killer)
Wolfgang Abel (Monaco di Baviera, 25 marzo 1959 – Negrar di Valpolicella, 25 ottobre 2024) e Marco Furlan (Padova, 16 gennaio 1960) sono stati due serial killer, autori di vari delitti perpetrati nell'Italia nord-orientale e in Germania Ovest, rivendicati con volantini di contenuto neonazista e firmati con lo pseudonimo di "Ludwig".
Commisero almeno 15 omicidi, di cui 10 accertati.

## Le origini
I due membri del gruppo Ludwig erano entrambi figli dell'alta borghesia della città e provenivano dall'hinterland di Verona: Marco Furlan, residente nel prestigioso quartiere di Borgo Trento, era figlio del prof. Silvano Furlan, direttore del reparto di chirurgia plastica e centro ustioni dell'Ospedale Civile Maggiore di Verona Borgo Trento (a tal riguardo è emblematico il fatto che molte delle vittime di "Ludwig" furono arse vive) e al momento dell'arresto risultava in procinto di laurearsi in fisica presso l'Università di Padova; Wolfgang Abel viveva invece a Negrar, a pochi chilometri da Verona, dove la sua famiglia si era trasferita dopo un periodo a Monaco di Baviera. Figlio di un consigliere delegato di una compagnia assicuratrice tedesca, era laureato in matematica a pieni voti e lavorava nella medesima compagnia assicuratrice del padre.
I due si conobbero alla scuola superiore, trovandosi presto concordi circa la necessità di ripulire il mondo da tutto ciò che a loro avviso risultava "deviato": prostitute, barboni, omosessuali, tossicodipendenti, preti "peccaminosi", discoteche e sale cinematografiche a luci rosse. Il loro rapporto proseguì anche oltre la scuola e si consolidò in virtù del fatto che entrambi frequentavano un gruppo di giovani dell'epoca, i quali usavano incontrarsi in piazza Vittorio Veneto a Borgo Trento.

## Gli omicidi
Il primo omicidio di Ludwig risale al 25 agosto 1977, a Verona. Furlan e Abel gettarono quattro bottiglie molotov dentro a una Fiat 126 dove stava dormendo il senzatetto Guerrino Spinelli: l'uomo morì dopo otto giorni di agonia. Il 19 dicembre 1978 fu la volta del cameriere omosessuale Luciano Stefanato, bersagliato da 30 coltellate a Padova e il cui cadavere fu ritrovato con ancora le due lame conficcate nella schiena.
Quasi un anno dopo, il 12 dicembre 1979, a Venezia, Furlan e Abel uccisero a coltellate il ventiduenne Claudio Costa. Il 25 novembre 1980 i due rivendicarono per la prima volta questi delitti, inviando una lettera firmata col nome Ludwig (sovrapposto allo stemma della Germania nazista) alla redazione di Venezia del quotidiano Il Gazzettino:
La serie omicida proseguì il 20 dicembre 1980 a Vicenza con l'uccisione a colpi di ascia e di martello della prostituta cinquantaduenne Alice Maria Baretta.
Inoltre, Abel e Furlan diedero alle fiamme, il 25 maggio 1981, la torretta di Porta San Giorgio a Verona, una piccola struttura abbandonata facente parte delle vecchie fortificazioni austriache e divenuta ricovero per sbandati, tossicodipendenti e senza casa: nel rogo morì il diciannovenne Luca Martinotti, che stava trascorrendo la notte lì con l'amico di 18 anni Aurelio Angeli, rimasto gravemente ferito. Un terzo giovane, Fabrizio Ancona, ventitreenne di Raldon, riportò anch'egli delle ustioni, seppur in modo meno grave. Questo fu uno dei delitti per cui vennero assolti, sebbene una lettera di rivendicazione a firma Ludwig fosse pervenuta alla redazione de la Repubblica:

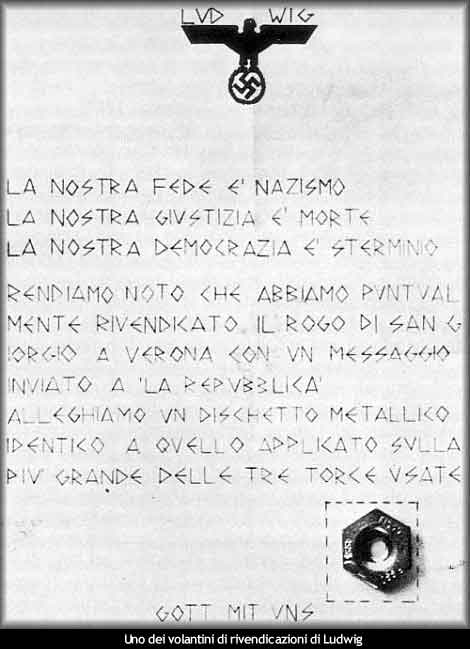
Volantino di rivendicazione di Ludwig

Il 20 luglio 1982, Ludwig colpì padre Gabriele Pigato e padre Giuseppe Lovato, entrambi settantenni, frati del Santuario della Madonna di Monte Berico a Vicenza, aggrediti mentre stavano passeggiando in via Cialdini (una strada che costeggia le mura della casa generalizia) e fatti oggetto di colpi di martello dai due giovani: padre Gabriele morì subito, mentre padre Giuseppe venne trasportato in gravissime condizioni all'Ospedale San Bortolo, dove spirò di lì a poco. Il 26 febbraio 1983, a Trento, uccisero il sacerdote don Armando Bison, che fu trovato con un punteruolo piantato nel cranio con attaccato un crocifisso.
Il 14 maggio 1983 diedero fuoco al cinema a luci rosse "Eros" di Milano, uccidendo 6 persone (compreso il medico Livio Ceresoli, 46 anni, entrato in sala per prestare soccorso e successivamente insignito della medaglia d'oro al valor civile) e ferendone 32.
I due killer, forse per ingigantire le loro imprese, rivendicarono anche l'incendio al sex club "Casa Rosso" di Amsterdam avvenuto il 16 dicembre 1983, che causò 13 morti e 16 feriti. Non fu rinvenuto nessun elemento che dimostrasse un legame tra questo fatto e Ludwig. Risulta, infatti, che l'attacco venne eseguito da Joseph Lan, un ex dipendente della struttura, il quale versò benzina nell'edificio e poi, secondo quanto riferito, appiccò il fuoco. Lan fu successivamente arrestato e condannato a 12 anni di reclusione.
L'8 gennaio 1984 appiccarono un incendio alla discoteca "Liverpool" di Monaco di Baviera, in cui morì una cameriera di origine italiana, Corinne Tartarotti, che lavorava nel locale, e altre 7 persone rimasero ferite; quest'ultimo atto venne rivendicato in un volantino inviato ad alcune testate giornalistiche, intitolato "Al Liverpool non si scopa più!".

## L'ultimo attacco e la cattura
La sera del 4 marzo 1984, i due criminali si recarono alla discoteca Melamara di Castiglione delle Stiviere, in provincia di Mantova, dove in quel momento si trovavano 400 ragazzi, la maggior parte dei quali mascherati per la festa di carnevale. In un momento di confusione, uno dei due killer, travestito da Pierrot, aprì un'uscita di sicurezza e fece entrare il suo complice, che aveva con sé due borse contenenti altrettante taniche di benzina.
Seminascosti in un angolo buio, Abel e Furlan cominciarono a versare benzina sulla moquette e la incendiarono. I due tuttavia non avevano tenuto conto del fatto che i locali pubblici italiani avevano dovuto dotarsi di rivestimenti ignifughi a seguito dei provvedimenti promulgati dopo il rogo del cinema Statuto, avvenuto a Torino nel febbraio 1983. La moquette della discoteca era quindi resistente alla fiamma e rallentò la propagazione del fuoco, consentendo a un addetto alla sicurezza di estinguerlo.
Una volta scoperti, i due assassini tentarono di aggredire il buttafuori per fuggire, ma furono bloccati, accerchiati dalla folla e infine arrestati dalla polizia, che li salvò dal linciaggio da parte degli avventori del locale.
Il numero delle azioni omicide di "Ludwig" si concluse così, con 15 morti e 41 feriti.

## Lo strascico giudiziario
Abel venne sottoposto a perizia psichiatrica, richiesta anche dai difensori di Furlan, Tiburzio De Zuani e Piero Longo: l'imputato rifiutava di sottoporsi ai colloqui. Gli specialisti Balloni e Reggiani affermarono che Abel aveva una ridotta capacità di intendere e di volere durante gli omicidi, inoltre affermarono che era cresciuto senza le attenzioni affettive che permettono di costruire una personalità sana. La perizia fu molto contestata. Il 10 febbraio 1987 furono entrambi condannati a trent'anni di carcere, mentre il pubblico ministero aveva chiesto per tutti e due l'ergastolo; a entrambi inoltre fu riconosciuta la seminfermità mentale.
Il 15 giugno 1988 la Corte d'assise d'appello di Venezia rimise in libertà entrambi per decorrenza dei tempi di carcerazione e ordinò a Furlan il soggiorno obbligato a Casale di Scodosia, un paese in provincia di Padova, da cui Furlan fuggì nel febbraio del 1991, poco prima della definitiva condanna in Cassazione. Fu catturato nel maggio del 1995 a Creta, dove viveva sotto falso nome, e fu riportato in Italia; intanto il 10 aprile 1990 la Corte d'appello di Venezia, presieduta da Nicola Lercario, lo aveva condannato in contumacia a 27 anni di carcere, condanna confermata l'11 febbraio 1991 dalla Corte di cassazione; nella stessa occasione anche Abel fu condannato a 27 anni, dato che anche lui il 13 marzo 1991 scappò dalla casa in cui aveva il soggiorno obbligato a Mestrino e venne ritrovato qualche ora dopo. Poco dopo l'arresto a Creta nel 1995, Furlan tentò il suicidio in carcere, provando a impiccarsi alle sbarre con un lenzuolo, rimanendo però illeso.

## I tentativi di emulazione
La sigla Ludwig fu ripresa da altri fanatici dell'estrema destra italiana, che non avevano mai avuto contatti con Abel e Furlan, ma attraverso i giornali erano attratti dalle loro idee razziste. Costoro decisero di organizzare a Firenze, il 27 febbraio 1990, un pestaggio di massa ai danni dei venditori ambulanti e spacciatori presenti nelle varie zone della città, lasciando ai giornali italiani alcuni volantini in cui rivendicavano l'aggressione firmandosi come Ludwig. In seguito passarono ad attacchi bomba contro i campi nomadi facendo numerosi feriti tra i rom. Particolarmente cruento fu un attacco bomba contro un campo nomadi nella provincia di Pisa, dove una bambina perse un occhio e una mano.
Proprio perché alcune vittime degli attacchi bomba erano bambini, queste violenze suscitarono sgomento nell'opinione pubblica, aumentando le pressioni per un intervento di Polizia e Carabinieri, che arrestarono gli autori degli attentati. I colpevoli erano ragazzi provenienti da città diverse, più giovani di Abel e Furlan, e quando furono interrogati dissero di non aver mai conosciuto di persona i membri di Ludwig, ma di volerli emulare.

## Scarcerazione
Il 18 aprile 2008 viene diffusa la notizia della decisione del tribunale di sorveglianza di Milano di affidare Marco Furlan in prova ai servizi sociali. Furlan, attraverso il suo legale, l'avvocato milanese Corrado Limentani, aveva chiesto di poter lasciare il carcere di giorno per tornarvi la notte e nei fine settimana. L'organismo giudiziario ha rifiutato la semilibertà, ma ha concesso l'affidamento ai servizi sociali, tenendo conto della buona condotta del serial killer e dell'ormai imminente fine pena, prevista per l'inizio del 2009. La notizia ha suscitato polemiche nell'opinione pubblica, con proteste al riguardo pervenute ad alcuni giornali. Il 24 aprile 2008 Furlan ha preso la seconda laurea con lode in ingegneria informatica, mentre il 12 novembre 2010 è stato rimesso in libertà per la buona condotta tenuta durante il periodo in libertà vigilata.
Nel 2009 la misura detentiva residua a carico di Wolfgang Abel è stata commutata negli arresti domiciliari, scontati nella casa di famiglia in Valpolicella. Scaduto il termine di pena, dopo un ulteriore periodo di libertà vigilata e obbligo di firma a Negrar di Valpolicella, il 24 novembre 2016 il magistrato di sorveglianza competente ha revocato quest'ultimo provvedimento, sancendo il ritorno in libertà di Abel. Intervistato dal Corriere del Veneto, Abel ha affermato di essere pronto a rendere ulteriori dichiarazioni e testimonianze inedite sulla sua esperienza criminale. Entrambi hanno asserito di non essersi più frequentati né sentiti.
Il 10 settembre 2021, a causa di una caduta in casa per un malore, Abel entra in coma, morendo poi il 25 ottobre 2024.

## Omicidi rivendicati da Ludwig
- 25 agosto 1977: Guerino Spinelli, Verona
- 19 dicembre 1978: Luciano Stefanato, Padova
- 12 dicembre 1979: Claudio Costa, Venezia
- 20 dicembre 1980: Alice Baretta, Vicenza
- 25 maggio 1981: 1 morto (Luca Martinotti) e 2 feriti, Verona
- 20 luglio 1982: 2 morti (padre Gabriele Pigato e padre Giuseppe Lovato), Vicenza
- 26 febbraio 1983: don Armando Bison, Trento
- 14 maggio 1983: 6 morti (Livio Ceresoli, Giorgio Fronza, Ernesto Mauri, Pasquale Esposito, Elio Molteni e Domenico La Sala) e 32 feriti, Milano
- 8 gennaio 1984: 1 morto (Corinne Tartarotti) e 7 feriti, Monaco di Baviera